# قسم كهنويه الريفي
قسم كهنويه الريفي (بالفارسية: دهستان کهنویه) في ناحية علاء مرودشت في مقاطعة لامرد، محافظة فارس، إيران. عاصمتها قرية كهنويه التي بلغ عدد سكانها حسب التعداد الوطني 2016 1,540 نسمة، موزعين على 444 أسرة.

## أنظر أيضا
- محافظة فارس
- لامرد